# Temporada 1953 de la NFL
La Temporada 1953 de la NFL fue la 34.ª en la historia de la NFL. Los nombres de las conferencias
Americana y Nacional se cambiaron a Conferencias del Este y del Oeste.
Mientras tanto, en Baltimore, Maryland, a un grupo encabezado por Carroll Rosenbloom se le concedió un equipo de la NFL, y fue
galardonado con los fondos de la desaparecida organización Dallas Texans . El nuevo equipo se denominó
Baltimore Colts, después de que el anterior equipo de mismo nombre desapareciera después de la
temporada 1950. Los 12 equipos de la NFL esta temporada continuaron durante el resto de la década de 1950, estos
equipos se conocían como la "guardia vieja", ya que fueron anteriores a la puesta en marcha en 1960 de la
American Football League.
La temporada finalizó el 27 de diciembre cuando los Detroit Lions vencieron a los Cleveland Browns 17-16 por el juego de campeonato
de la NFL por segundo año consecutivo.

## Principales cambios en las reglas
- Se aclara la definición de movimiento ilegal. Un jugador debe estar en movimiento directamente hacia delante en el snap de presión para ser

considerado ilegal en movimiento.

## Carrera de Conferencia
Para 1953, las Conferencias Americana y Nacional (utilizadas en las tres temporadas anteriores) se renombraron a Conferencia Este y Oeste,
respectivamente. En el Oeste los Rams vencieron a los Lions en dos ocasiones, en Detroit (18 de octubre) y en Los Ángeles (1 de noviembre), y
a mitad de temporada, los Rams llevaban una ventaja de un juego. En la Semana Siete (8 de noviembre), los 49ers vencieron a los Rams 31-27,
y los Lions ganaron su juego, para poner los tres equipos en 5-2-0. En la semana ocho, los Lions vencieron a Green Bay 14-7, mientras que los
Rams empataron 24-24 con los Cardinals, y los 49ers perdieron 23-21 frente los Browns. Ya que los Lions y los 49ers ganaron sus partidos
restantes, San Francisco siempre quedó detrás de Detroit por un juego.
En el Este, los Browns ganaron sus primeros 11 juegos y dominaron de punta a puna, consiguiendo el pase a la final en la semana 10. La temporada
perfecta (12-0-0) se vio estropeada con una derrota en la última fecha 13 de diciembre frente a Philadelphia por 42-27, y aún más empañada por
la pérdida en el juego de campeonato frente a los Lions dos semanas más tarde.
| Semana | Oeste            | Marca  | Este              | Marca  |
| ------ | ---------------- | ------ | ----------------- | ------ |
| 1      | 4 equipos        | 1–0–0  | Empate (Cle, Was) | 1–0–0  |
| 2      | Empate (Det, SF) | 2–0–0  | Cleveland Browns  | 2–0–0  |
| 3      | Detroit Lions    | 3–0–0  | Cleveland Browns  | 3–0–0  |
| 4      | 3 equipos        | 3–1–0  | Cleveland Browns  | 4–0–0  |
| 5      | Empate (Det, LA) | 4–1–0  | Cleveland Browns  | 5–0–0  |
| 6      | Los Angeles Rams | 5–1–0  | Cleveland Browns  | 6–0–0  |
| 7      | 3 equipos        | 5–2–0  | Cleveland Browns  | 7–0–0  |
| 8      | Detroit Lions    | 6–2–0  | Cleveland Browns  | 8–0–0  |
| 9      | Detroit Lions    | 7–2–0  | Cleveland Browns  | 9–0–0  |
| 10     | Detroit Lions    | 8–2–0  | Cleveland Browns  | 10–0–0 |
| 11     | Detroit Lions    | 9–2–0  | Cleveland Browns  | 11–0–0 |
| 12     | Detroit Lions    | 10–2–0 | Cleveland Browns  | 11–1–0 |

## Temporada regular
V = Victorias, D = Derrotas, E = Empates, CTE = Cociente de victorias, PF= Puntos a favor, PC = Puntos en contra
Nota: Los juegos empatados no fueron contabilizados de manera oficial en las posiciones hasta 1972
| Cleveland Browns    | 11 | 1  | 0 | .917 | 348 | 162 |
| Philadelphia Eagles | 7  | 4  | 1 | .636 | 352 | 215 |
| Washington Redskins | 6  | 5  | 1 | .545 | 208 | 215 |
| Pittsburgh Steelers | 6  | 6  | 0 | .500 | 211 | 263 |
| New York Giants     | 3  | 9  | 0 | .250 | 179 | 277 |
| Chicago Cardinals   | 1  | 10 | 1 | .091 | 190 | 337 |

| Detroit Lions       | 10 | 2 | 0 | .833 | 271 | 205 |
| San Francisco 49ers | 9  | 3 | 0 | .750 | 372 | 237 |
| Los Angeles Rams    | 8  | 3 | 1 | .727 | 366 | 236 |
| Chicago Bears       | 3  | 8 | 1 | .273 | 218 | 262 |
| Baltimore Colts     | 3  | 9 | 0 | .250 | 182 | 350 |
| Green Bay Packers   | 2  | 9 | 1 | .182 | 200 | 338 |

## Juego de Campeonato
- Detroit Lions 17, Cleveland Browns 16 , 27 de diciembre de 1953, Briggs Stadium, Detroit, Míchigan

## Líderes de la liga
| Estadísticas | Nombre      | Equipo        | Yardas |
| ------------ | ----------- | ------------- | ------ |
| Pasando      | Otto Graham | Cleveland     | 2.722  |
| Corriendo    | Joe Perry   | San Francisco | 1.018  |
| Recibiendo   | Pete Pihos  | Philadelphia  | 1.049  |